# Saurauia waworoentii
Saurauia waworoentii är en tvåhjärtbladig växtart som beskrevs av Sijfert Hendrik Koorders. Saurauia waworoentii ingår i släktet Saurauia och familjen Actinidiaceae. Inga underarter finns listade i Catalogue of Life.